# Arminas
Arminas  je izmišljen lik iz Tolkienove mitologije, serije knjig o Srednjem svetu britanskega pisatelja J. R. R. Tolkiena.
Z Gelmirjem je bil določen za Círdanovega glasnika - v Nargothrond sta nesla sporočilo, da se mora most pred trdnjavo uničiti, vendar je bilo sporočilo prezrto, kar je vodilo do Glaurungovega uničenja nargothrondske utrdbe.